# غونار فريدريكسن
غونار فريدريكسن (بالنرويجية البوكمول: Gunnar Fredriksen)‏ هو منافس ألعاب قوى نرويجي، ولد في 28 فبراير 1907 في براندبوه ‏ في النرويج، وتوفي في 1 مايو 1994 في أوسلو في النرويج.

## وصلات خارجية
- غونار فريدريكسن على موقع أوليمبيديا (الإنجليزية)